# José Burnett
José Ramalho Burnett da Silva, mais conhecido como José Burnett (24 de janeiro de 1924 – 04 de dezembro de 2000) era um político brasileiro. Ele foi deputado federal (1963–1995).

## Biografia
Filho de Antônio Carlos Burnett da Silva, e de Felizarda Ramalho da Silva.
Em 1962, foi eleito deputado federal, pelo PSD.
Em 1966, foi reeleito deputado federal.
Em 1970, foi reeleito deputado federal.
Em 1980, com o fim do bipartidarismo, filiou-se ao PDS.
Em 1982, foi eleito deputado federal.
Em 1985, votou em Paulo Maluf.
Em 1986, candidatou-se a senador, sem êxito.
Em 1989, apoiou Fernando Collor.
Em 1990, foi reeleito deputado federal. Apoiou João Castelo.
Em 1992, votou contra o processo de impeachment de Fernando Collor.
Em 1993, filiou-se ao PSDB.
Em 1994, não se candidatou. Apoiou Fernando Henrique Cardoso e Epitácio Cafeteira.
Em 2008, foi coordenador de campanha de João Castelo, eleito com sucesso.